# Priestess
Priestess est un groupe de hard rock originaire de Montréal, au Québec (Canada).

## Biographie
Le groupe se forme en 2003. Mike Heppner jouait alors dans le groupe The Dropouts quand trois de ses membres partirent pour New York pour former The Stills. Laissé seul, Heppner fonde alors Priestess. En 2005, le groupe sort son premier album, Hello Master. 
On peut retrouver leur chanson Lay Down sur le jeu Guitar Hero III: Legends of Rock ainsi que Talk To Her sur le jeu NHL 07.

## Membres
- Dan Watchorn - Guitare, chant
- Vince Nudo - Batterie, chant
- Mike Dyball - Basse
- Mikey Heppner - Chant, guitare

## Discographie

### Albums
- Hello Master (2005)
- Prior to the Fire (2009)

### Singles
- Run Home (2006)
- Lay Down (2006). Fait partie de la liste des titres de Guitar Hero III : Legends of Rock
- Talk To Her (2006). Fait partie de la liste des titres de NHL 07
- Blood (2007)
- I Am The Night, Colour Me Black (2007). Fait partie de la liste des titres de Need for Speed: Carbon
- Lady Killer (2010)